# André Bruggeman
Andreas Johannes Alphons Louis (André) Bruggeman (Bergen op Zoom, 1 juli 1930 – 12 maart 1993)  was een Nederlands politicus van de KVP en later het CDA.
In 1947 ging hij werken bij de gemeente Bergen op Zoom en in 1956 maakte hij de overstap naar de gemeente Lisse waar hij het bracht tot chef algemene zaken. In april 1976 werd Bruggeman benoemd tot burgemeester van Schipluiden en in mei 1985 volgde zijn benoeming tot burgemeester van Leiderdorp. Tijdens dat burgemeesterschap overleed hij begin 1993 op 62-jarige leeftijd aan een hartstilstand.